# Sosífanes de Siracusa
Sosífanes, en griego antiguo: 'Σωσιϕάνης, romanizado: Sosiphanes (Siracusa, 357 a. C.–Atenas, 313 a. C.) fue un poeta y dramaturgo griego antiguo, incluido entre los siete autores de la Pléyade trágica alejandrina.

## Biografía
Hay noticias muy inciertas sobre este poeta de época helenística. Lo menciona Hefestión y, según la enciclopedia histórica bizantina Suda, del siglo X, era hijo de Sosicles y habría nacido en Siracusa y vivido en Atenas bajo el dominio de Filipo  II de Macedonia y su hijo Alejandro Magno. Habría compuesto setenta y tres tragedias y obtuvo siete victorias en los certámenes. De él han sobrevivido escasos fragmentos, entre ellos uno muy breve sobre el poder de las brujas de Tesalia de hacer desaparecer la Luna del cielo: «Todos dicen que la hace desaparecer con cantos mágicos cualquier doncella de Tesalia y, así pues, es “engañosa la bajada de Selene del cielo, que habría pertenecido a su tragedia Μελέαγρος / Meleagro, el único título de una obra suya que se ha conservado. En algunas de las listas de los siete de la pléyade trágica, su nombre es sustituido por Eántides. Era el más viejo de los siete y la fecha de su muerte está consignada en la Crónica de Paros».
Según algunos estudiosos, habrían existido además dos poetas trágicos con el nombre de Sosífanes, uno de ellos en poco posterior al que es el propósito de estas líneas.